# Байконур (град)
Байконур (на казахски: Байқоңыр) е град в Казахстан, административен център и жилищна база на космодрума Байконур. Градът, заедно с космодрума, са под аренда от Русия до 2050 г.
Има население от около 60 хил жители (по данни от 2008 г.) До декември 1995 г. се е наричал Ленинск. По времето на Съветския съюз е имал статут на затворен град. На територията на града действа пропускателен режим.
Разположен е на завоя на десния висок бряг на река Сърдаря. Гарата на Байконур е разположена на 2 км северно от града в предградието му Тюратам.
Градът няма избираем кмет. Управител на градската администрация е Александър Мезенцев, назначен на тази длъжност след съвместно решение на президентите на Русия и Казахстан през 2002 г.